# Red Tornado
Red Tornado è un personaggio dei fumetti creato da Gardner Fox e Dick Dillin, pubblicato dall'editore statunitense DC Comics. È un supereroe, che è comparso per la prima volta in Mystery in Space n. 61 (agosto 1960) come Ulthoon; prese le vesti di Red Tornado in Justice League of America (vol. 1) n. 64 (agosto 1968).

## Storia editoriale
La prima comparsa del Red Tornado della Silver Age avvenne in Justice League of America n. 64 (agosto 1968), scritto da Gardner Fox. È un androide creato dal supercriminale T.O. Morrow per poterlo infiltrare nella Justice Society of America (parte del piano era quello di impiantare nell'androide delle false memorie indicanti che fosse il Red Tornado che frequentò la prima riunione della Justice Society of America). Dopo il completamento dell'androide, fu fuso con altre due entità: Ulthoon il Tornado Tiranno di Rann e il Campione Tornado.

## Biografia del personaggio

### Tornado Tiranno e Campione Tornado
Queste due entità tornado furono originate sul pianeta Rann nell'universo della Terra-1. Questo essere, originariamente una sola entità, si confrontò con il campione di Rann, Adam Strange, e fu sconfitto. Dopo la sconfitta, l'essere contemplò la natura del bene e del male e decise che il bene era la forza superiore. Osservò le imprese della Justice League of America e quindi lasciò la Terra per trasferirsi su un pianeta abbandonato, che trasformò in una replica perfetta della Terra, fino alla popolazione. L'unica cosa assente era la squadra di supereroi, così l'entità tornado si divise per diventare la Justice League di quel mondo, prendendo per sé il nome di Campione Tornado. Tuttavia, questa vita non durò a lungo, poiché scoprì di essersi diviso accidentalmente in due entità, basati su una decisione su chi fosse il superiore. La seconda entità, che impersonava la precedente versione malvagia di Campione Tornado, si soprannominò Tornado Tiranno. Confrontando il Tiranno, il Campione Tornado venne facilmente sconfitto. Sconfortato, il Campione Tornado attirò il Tiranno sulla Terra-1, dove fu sconfitto dalla vera Justice League. Il Campione Tornado decise che c'era poca soddisfazione nell'essere un'imitazione, e viaggiò fino alla Terra-Due per trovarsi una nuova identità. Il Campione Tornado incontrò T.O. Morrow, che stava creando un androide da infiltrare nella Justice Society così da distruggerla, e decise quindi di assumere il controllo della forma robotica. La fusione ebbe un effetto collaterale inaspettato, però: la memoria del Campione Tornado venne cancellata. Così, Red Tornado sembrò essere una nuova forma di vita.

### Come Red Tornado
Credendo di essere il socio originale della JSA, Red Tornado visitò il quartier generale della JSA e annunciò il suo ritorno al servizio attivo. La JSA, non riconoscendo l'androide, fu incredula ma permise al Tornado di accompagnarli a sventare un furto in un museo vicino. Attraverso una serie di contrattempi, coreografati da Morrow, Red Tornado sembrò uccidere i membri della Justice Society. Quindi, Red Tornado raggiunse Morrow nel suo nascondiglio e lo sconfisse. Quando i membri restanti della JSA arrivarono per investigare, un'arma esplosiva li abbatté tutti. Morrow viaggiò fino alla Terra-1, dove sconfisse la JLA come fece precedentemente con la JSA. Red Tornado, guarito dalle ferite passate, seguì Morrow per salvare la JLA. Quindi la squadra di eroi e l'androide sconfissero Morrow, scoprendo un modo per riportare la JSA sul loro pianeta. Morrow confessò che Red Tornado era una sua invenzione, ma la JSA lo ammise nella squadra come membro in piena regola.
Quando il pazzo dio-stella Aquarius attaccò la Terra-Due, molti membri della JSA furono catturati e imprigionati in bolle magiche come successe gradualmente a tutta la Terra-Due. Red Tornado riuscì a fuggire, cercando la Terra-1 e contattando la JLA. La JLA ignorò l'androide per occuparsi dei propri affari, finalmente ascoltandolo due settimane dopo. Quando appresero della disgrazia della JSA, la JLA giunse in fretta sulla Terra-Due, dove sconfisse Aquarius e riportò la Terra-Due alla normalità.
Red Tornado spesso si sentiva un estraneo nella JSA, e pensava di non essere apprezzato come un organismo indipendente e senziente. Quando inciampò nei Creatori che monitoravano la Terra-Due, cercò di impressionare i suoi colleghi sconfiggendo gli alieni da solo. Invece, venne catturato e utilizzato come conduttore per mettere insieme la Terra-1 con la Terra-Due. La JSA sconfisse i Creatori e salvò Red Tornado; tuttavia, la sua facile sconfitta e la manipolazione lasciarono Red Tornado più triste che mai.
Durante il 100º incontro della Justice League of America, la JLA fu convocata sulla Terra-Due per assistere la JSA nella sconfitta di Iron Hand, un nemico giurato dei Sette Soldati della Vittoria. Iron Hand creò un'arma orbitante, a forma di mano, che minacciava la Terra-Due. Il Dottor Fate convocò l'essere conosciuto come Oracolo, che li informò dell'ultima sconfitta di Iron Hand, cosa che costò la vita a Wing, uno dei Sette Soldati. La JLA e la JSA si divisero in 7 gruppi da tre membri per salvare i membri dei Sette Soldati della Vittoria, che furono scaraventati in varie epoche, e con il loro aiuto crearono un'arma che avrebbe distrutto il dispositivo orbitante. La consegna del dispositivo per la sua ubicazione necessaria era una missione suicida, una missione che Red Tornado decise di intraprendere mentre gli altri eroi combattevano contro Iron Hand e dibattevano su chi sarebbe dovuto andare. Nell'esplosione risultante, si credette che Red Tornado venne distrutto. In realtà sopravvisse, e fu catapultato nell'universo della Terra-1, dove infine divenne un membro della JLA. Nella JLA, Red Tornado finalmente si trovò accettato.

### Come John Smith
Tuttavia, le avventure di Tornado con al League fecero sì che venisse distrutto più e più volte, come quando si sacrificò per aiutare a sconfiggere il criminale Nekron, e fu successivamente riassemblato ancora una volta sotto il controllo del Costrutto in un complotto contro la League, che l'androide riuscì a superare. Come membro della League, Red Tornado sviluppò un alter ego dalle sembianze umane, John Smith, e si attaccò ad una donna di nome Kathy Sutton. In più, adottò un'orfana dalla nazione esterna del Bialya di nome Traya, e formarono una famiglia. Divenne poi un grande amico dei suoi compagni squadra, in particolare Hawkwoman e il nuovo assunto Firestorm.
Infine, T.O. Morrow ritornò come due persone diverse, Future Man (un cervello super avanzato con abilità psioniche) ed una replica del corpo del T.O. Morrow originale, quest'ultimo equipaggiato con un costume da combattimento avanzato. Non è chiaro come mai ci fossero due T.O. Morrow, forse perché il Morrow originario di Terra-Due e l'altro trovato su Terra-1 potrebbero essersi fusi insieme quando entrambi cessarono di esistere dopo il loro confronto con le due squadre nemiche di supereroi. Un confronto con quest'ultimo Morrow ruppe l'involucro esterno di Red Tornado, e così venne a galla la fusione tra l'androide e il Campione Tornado/Tornado Tiranno. Presto, Red Tornado riottenne il suo corpo, e ottenne una confidenza rinata sapendo di essere un vero essere senziente. Tuttavia non durò a lungo, in quanto la tragedia colpì ancora.

### DopoCrisi sulle Terre infinite

#### Elementale dell'aria
Durante la Crisi sulle Terre infinite, il Campione Tornado era ancora separato dal suo ospite androide, divenendo un elementale dell'aria a causa della volontà dell'Anti-Monitor di utilizzarlo come un'arma contro la squadra combinata, si presume, della JLA e della JSA.
Dopo la Crisi, la storia venne cambiata. In questa nuova linea temporale, le origini della parte androide di Red Tornado rimasero le stesse, ma non fu mai il Campione Tornado; invece, fu un elementale dell'aria, creato da Maya (lo spirito della Terra) per proteggere l'ambiente. Come altri elementali come Swamp Thing, questo spirito necessitava di un ospite umano prima di manifestarsi; l'ospite avrebbe dovuto essere il figlio neonato del Professor Ivo, ma morì presto, così lo spirito entrò invece nel corpo dell'androide creato da Ivo.

#### Guerra degli Elementali
L'inquinamento dell'aria ebbe un effetto negativo su Red Tornado/Campione Tornado, portandolo alla quasi-pazzia in un conflitto al fianco di Naiad contro Firestorm e Swamp Thing in The Elemental War. Infine, Firestorm riuscì a calmare sia Red Tornado che Naiad, e costruì un nuovo corpo per Red Tornado, ma sembrò che questo nuovo corpo fosse imperfetto, dato che Red Tornado cominciò a mostrare alcuni segni di malfunzionamento. La sua umanità si era quasi persa, e le sue sembianze fisiche divennero sempre più danneggiate, sporche e chiaramente non adeguate. Durante un periodo di totale malfunzionamento, Red Tornado fu membro dei Leymen. Durante questo periodo, subì dei strani movimenti e degli spasmi mentre si muoveva, e il malfunzionamento degli ingranaggi e dei meccanismi emettevano dei fragori che si udivano dall'interno del suo corpo. Anche il suo modo di parlare venne alterato, le sue risposte erano date con una voce monotona e lineare. Durante il suo periodo con i Leymen, la personalità originale di Red Tornado cominciò a riemergere, e lentamente, anche le sue emozioni e la sua umanità.

#### Young Justice
Red Tornado passò un po' di tempo in silenzio e immobile nel vecchio quartier generale della JLA a Happy Harbour, Rhode Island. I tre giovani eroi, Robin, Superboy e Impulso passarono lì la notte. Il comportamento di Impulso irritò così tanto Red Tornado che involontariamente lo riattivò.
Dopo aver ristabilito le sue abilità motorie e comunicative, Red Tornado ristabilì la sua connessione con la JLA e con la comunità supereroistica. Fece da consulente per la Young Justice, e da membro ausiliario della JLA. Durante questo periodo, tentò di rinnovare la relazione con sua moglie, Kathy Sutton. Mentre non vi riuscì a pieno, la loro figlia adottiva, Traya, aveva prontamente accetta Tornado nella sua vita, non curante delle sue sembianze o dello stato di riparazione. A causa dell'attaccamento di Traya per Red Tornado, Kathy permise al suo ex regolari visite e contatti. Tuttavia, non ritornò alla sua identità di John Smith, agendo invece da padre adottivo di Traya nelle sue vesti da supereroe/identità robotica.

#### Crisi d'identità
Negli eventi dopo la miniserie Crisi d'identità della DC, Red Tornado fu attaccato dai membri sopravvissuti della Società segreta dei supercriminali originali, da cui il suo corpo venne completamente distrutto prima dell'arrivo della League. Batman ne portò i resti nella Batcaverna, dove costruì un corpo androide più avanzato. Quando la League venne attaccata da Despero, Red Tornado fu essenziale per la sua sconfitta, dato che era immune alla sua telepatia e al controllo mentale.

#### Crisi Infinitae 52
Red Tornado fu uno degli eroi reclutati da Donna Troy per combattere contro la minaccia nello spazio durante la Crisi infinita. Secondo una conversazione tra Doc Magnus e il suo creatore T.O. Morrow in 52, Red Tornado si sacrificò durante la Crisi. La risposta di Morrow a questa notizia fu di chiedersi quanti Tornado erano già morti, indicando chiaramente che si aspettava che Red Tornado tornasse infine allo stato attivo. Morrow alluse anche ad un altro androide da lui creato, chiamato Red Inferno. Non furono fornite altre informazioni di questo possibile fratello di Red Tornado.
Durante la quinta settimana degli eventi di 52, dopo che gli altri eroi furono inviati sulla Terra ad Uluṟu, lo speaker di Red Tornado incorporato nel petto di Mal Duncan riannunciò un messaggio di avvertimento per i suoi compagni, "Sta arrivando! 52! 52!", facendo intuire che poco prima della sua distruzione probabilmente vide qualcosa di essenziale per il futuro dell'Universo DC, la rinascita del multiverso.
Dodici settimane dopo, in 52 Settimana 17, fu rivelato che Red Tornado, ora a pezzi, fu rispedito sulla Terra al fianco degli altri eroi, ma che fu mancato dalla squadra di ricerca. Cosciente ma incapace di dire nient'altro che "52", Tornado venne scoperto da un gruppo di giovani aborigeni dell'entroterra australiano. Alla fine di 52 Week 21, fu mostrato riassemblato con parti di automobili da un meccanico australiano. Mal funzionante, ma abile almeno di ritornare ai suoi poteri telecinetici, in 52 n. 28, fu messo contro un gruppo di esecutori dell'Intergang che stavano sfrattando alcuni aborigeni dalle loro baraccopoli. Sconfitto, venne disassemblato e gettato via, ma la sua testa venne utilizzata in una scultura di arte moderna. T.O. Morrow tentò di ricomprare la sua testa, sperando di scoprirne i segreti, Dato che T.O. Morrow stava venendo utilizzato come esca da Mr. Mind, la testa di Red Tornado cadde nelle mani di Rip Hunter, che la combinò con la sua sfera temporale al fine di navigare in modo sicuro nel nuovo universo.

#### Un Anno Dopo
Dopo gli eventi di Un Anno Dopo, il corpo androide di Red Tornado fu completamente riparato. Kathy Sutton passò del tempo con lui, parlando con l'eroina Platino e pensando a come fece sette volte prima, desiderando che John ritornasse nel suo vecchio corpo. Tuttavia, la sua anima scelse di entrare in un corpo umano offertogli da Felix Faust (nelle vesti di Deadman). Quando la Justice League lo chiamò per ridiventare un membro della squadra, John Smith ritornò come essere umano, mostrando gli stessi poteri ventosi della sua forma robotica, ma mancando della resistenza della sua forma precedente.
La sua forma androide fu rubata dal laboratorio di Will Magnus dal Doctor Impossible. così, Red Tornado partì per ritrovare il suo corpo rubato. Arsenal (che prese poi il soprannome di Freccia Rossa), Black Canary e Lanterna Verde si unirono alla ricerca utilizzando un faro impiantato da Will Magnus all'interno del corpo androide di Red Tornado. Rintracciarono il segnale in una remota base montanara e si confrontarono con il Professor Ivo che riottenne le sue sembianze umane. A quel punto, Ivo rilasciò uno sciame di Androidi Tornado che assalirono gli eroi. Dopo che gli androidi furono sconfitti, e giunse Red Tornado, si rivelò che tutto il piano venne orchestrato da un Solomon Grundy rinato e più intelligente.
Solomon Grundy confessò di aver inventato il piano di mettere l'ex androide in un corpo umano scelto apposta per rallentarlo, derubando lentamente l'androide della sua salute e della sua aerocinesi, sebbene un contrattempo fece sì che "Reddie" mantenne parte dei suoi poteri anche nella sua forma più debole. Grundy fuse il corpo di Red Tornado anche con una serie di oggetti super potenziati, insieme ad uno dei chip di Amazo costruiti da Ivo, per creare un corpo invincibile che ospitasse per sempre il suo spirito immortale. L'assembramento degli eroi, insieme a molti altri, andarono dietro l'androide Amazo/Red Tornado, che, pensando di essere John Smith, andò a trovare la sua famiglia. Mentre se ne andavano, Grundy mantenne la forma umana di Tornado separata così da poterlo uccidere. Tornado, che non era più in grado di pareggiare con la super forza di Grundy, fu battuto e mutilato dal brutale non-morto e con un grande sforzo di volontà riuscì a convocare a sé i venti per far saltare il mostro come se fosse un albero.
La forma di Amazo fu rallentato dalla tecnologia Apokolipsiana data a Kathy Sutton da Big Barda. La squadra di eroi riuscì a sconfiggere Amazo.
Morendo lentamente, chiese a sua moglie di ricostruire il suo corpo robotico, così da poterlo abitare. Zatanna gettò un incantesimo che fece sì di bloccare la sua anima permettendogli così di occupare nuovamente il suo vecchio corpo una volta che fosse morto. Anche se gli fu offerto di mantenere gli incrementi impiantati da Ivo, Red Tornado si sbarazzò di tutti i dispositivi in più, unendosi alla Justice League of America con la sua solita gamma di poteri. Tuttavia, con il ritorno nel suo corpo robotico, Red Tornado cominciò comportarsi in modo strano, addirittura arrivando a perdere i suoi poteri e quasi ad uccidere Freccia Rossa. Divenne anche incredibilmente freddo e si allontanò dalla sua famiglia e dagli amici, agendo più come macchina che come essere senziente.
Dopo la battaglia della squadra contro la Injutice League, il corpo di Red Tornado fu gravemente danneggiato, e la sua coscienza fu inserita nel sistema informatico della Sala della Giustizia. I suoi sentimenti ritornarono lentamente, ma fu avvertito che un altro salto in un altro ospite, questa volta poteva essere un'esperienza dannosa, e anche se il nuovo corpo costruito da Magnus costruito per lui mimava perfettamente ogni funzione del corpo umano, le sue abilità computazionali erano nettamente inferiori a quelle della sua mente cibernetica. Nondimeno accettò, almeno per avere un'altra possibilità di riconquistare la sua famiglia.
La Justice League, dopo aver chiamato Zatanna e John Henry Irons, iniziò il trasferimento. Tuttavia, Amazo, ancora presente nel corpo precedente di Red Tornado come programma dormiente, prese il controllo del meccanismo di autoriparazione combattendo contro Irons e prendendo per sé il corpo costruito da Magnus, battendosi poi contro l'intera Justice League. Alla fine, Zatanna fu costretta a scatenare l'unica forza che Amazo non riusciva a imitare, la vera essenza dello spirito di Red Tornado nella sua prima forma elementale. Red fu quindi inserito in un corpo di ricambio. Successivamente, Red Tornado chiese a Kathy di sposarlo e lei accettò. Dopo aver aiutato a catturare il Professor Ivo, Red Tornado prese un po' di tempo lontano dalla Lega.

#### Legione dei Supereroi
Il crossover The Lightning Saga presentò delle versioni simili alle versioni pre-Crisi di Star Boy (ora chiamato Starman), Dream Girl, Wildfire, Karate Kid, Timber Wolf, Sensor Girl, Dawnstar e Brainiac 5, della Legione dei Supereroi. Wildfire rivelò che la sua armatura era composta delle parti del corpo di Red Tornado. Prima di ritornare al futuro, Wildfire disse criticamente a Red Tornado "Combatti ciò che è dentro di te, John. So che puoi".

#### Crisi finale
Red Tornado fu tra gli eroi che risposero all'Articolo X. Lui, Firestorm, e John Stewart ingaggiarono Genocidio, ma non vi fu scontro per lei.
Dopo la Crisi finale, una miniserie su Red Tornado che faceva la cronaca delle sue origini e delle rivelazioni di una nuova "famiglia di androidi", poteva causare dei conflitti tra Tornado, sua moglie e sua figlia.

## Poteri e abilità
Red Tornado è in grado di creare dei vortici simili a tornado, incanalando queste forze attraverso le sue braccia e le sue gambe producendo raffiche di vento cicloniche ad una velocità così alta da influenzare persino esseri potenti come Superman o Wonder Woman. In alcune occasioni, Red Tornado utilizzò i suoi movimenti ad alta velocità per rendersi invisibile alla vista umana e poter viaggiare ad una velocità pari a quella di Superman, Power Girl e Lanterna Verde. Il suo corpo androide possiede superforza e resistenza sufficiente a contrastare il colpo diretto di un missile, e per di più sa auto-ripararsi. Può avere l'immediato accesso in ogni momento ad ogni sistema informatico a causa della sua immensa memoria e alle abilità da hacker, ma ha dei problemi correlati alle emozioni umane e tentò di cambiare sé stesso per comprenderle.

## Altre versioni

### Kingdom Come
Esistono tre versioni di Red Tornado nella storia Elseworld di Kingdom Come. Una è Red Tornado, che possiede i suoi tipici poteri del vento, la seconda è Ma Hunkel con un'armatura tecnologica, e la terza è Tornado, un essere che si dice essere il fantasma del Campione Tornado.

## Altri media

### Superamici
Sebbene non compaia nel cartone animato, comparve in alcuni dei fumetti correlati.

### Televisione

#### Justice League Unlimited
Nella serie animata Justice League Unlimited, Red Tornado comparve numerose volte. Comparve brevemente all'inizio di "Un nuovo arrivo". Ebbe una sola battuta ("Soooeeey!") nell'episodio "Piccolo Maialino", in cui aiutò a cercare Wonder Woman, che fu trasformata in una maialina da Circe. Comparve poi ne "Il ritorno", dove ebbe un breve scontro con Amazo prima di venire distrutto. Fu ricostruito qualche tempo dopo senza nessuna spiegazione di come. In "Panico nei cieli", aiutò a respingere l'attacco alla Torre di Guardia dall'armata di cloni degli Ultimen, sconfiggendo simultaneamente tre cloni di Wind Dragon senza grosse difficoltà. Comparve nella scena flashback di "Epilogo", combattendo contro la Banda della Scala Reale insieme ad altri membri. Comparve poi in "La più grande rapina di tutti i tempi", come uno degli eroi presenti nell'episodio. Lui, insieme a Lanterna Verde, Dottor Fate e Mr. Terrific tentò di catturare il Flash impossessato da Lex Luthor. L'ultima comparsa di Red Tornado fu in "Il distruttore", ultima puntata della serie, in cui gareggiò nel quartier generale della Justice League insieme a quasi tutti gli altri eroi.

#### Batman: The Brave and The Bold
Red Tornado (con il nome tradotto in Tornado Rosso nell'edizione italiana curata dalla Merak Film) è un personaggio ricorrente nella serie animata Batman: The Brave and the Bold trasmessa su cartoon Network dal 2009 al 2011, doppiato in originale da Corey Burton. Vive in un quartiere suburbano con la sua identità civile, John Ulthoon, un professore universitario di archeologia ed occasionalmente apostrofa le sue affermazioni con il tipo di dichiarazione che sta facendo (esempio: "Osservazione: è la cosa più logica da fare").
La sua prima apparizione è nell'episodio L'invasione dei Babbi Natale dove tanta di capire lo spirito del Natale, mentre aiuta Batman a fermare i piani criminali di Fun Haus. Red Tornado riesce a sconfiggere il robot gigante di Fun Haus ed il criminale, ma il suo corpo venne distrutto a causa di un sovraccarico, ma poco prima di esplodere riesce a sentire quello che credeva potesse essere lo "spirito natalizio". Successivamente viene ricostruito nei Laboratori S.T.A.R..
Riappare come co-protagonista ne Il figlio di Tornado Rosso, dove si costruisce un figlio robotico di nome Tornado Champion, programmato per manifestare emozioni ma che si manifestarono solo dopo che il robottino viene colpito da un fulmine durante un combattimento contro Major Disaster, portando poi Champion a sviluppare disdegno per la vita umana (quando Major Disaster tentò di distruggere Red Tornado, Campione arrivò quasi ad ucciderlo in un insano scatto di rabbia prima di attaccare Batman perché si mise sulla sua strada). Non vedendo altri modi logici, Tornado attiva un dispositivo di spegnimento che aveva installato dentro il figlio, ma che questi aveva già rimosso all'insaputa del padre. Champion usa il laboratorio di Red per trasformarsi in Torando Tyran con l'intento di distruggere l'umanità, ma venendo poi fermato da Batman e Red Tornado. Quest'ultimo riesce a malincuore a finire il figlio, inserendo le mani nella sua corazza, per poi scioglierne i pezzi in modo che non possa poi essere ricostruito.
 Fa poi una piccola apparizione nella puntata Il potere di Shazam dove combatte contro il Faceless Hunter alleato di Starro (che lo distrusse) e molti eroi controllati dai piccoli cloni di quest'ultimo.
 Infine, nell'episodio Mondo Parallelo appare la controparte del Sindacato del crimine di Red Tornado: Silver Cyclone, il quale (a differenza di Tornado) odia e desidera distruggere la vita organica.

#### Justice League: Crisis on Two Earths
Red Tornado comparve come membro di riserva della Justice League nel film animato Justice League: La crisi dei due mondi (Justice League: Crisis on Two Earths).

#### Supergirl
Red Tornado appare nella serie TV Supergirl, nella serie è un drone comandato dallo scienziato militare T. O. Morrow (Iddo Goldberg) creato allo scopo di sconfiggere gli alieni.

### Musica
La band post-hardcore HORSE the band incluse la canzone The Red Tornado nel loro album del 2007 A Natural Death, che parla proprio del personaggio.

### Videogiochi
Tornado Rosso appare come personaggio sbloccabile in LEGO Batman 3: Gotham e oltre.